# Кизомба
Кизомба је један од најпопуларнијих музичких праваца и плесова пореклом из Анголе. Овај вид музике са, углавном, роматичним призвуком меша се са афричким ритмом и најчешће пева на португалском.

## Опис кизомба плеса
Препознатљив стил кизомбе је означен спорим, интензивним, понекад мало чвршћим, али прилично сензуалним ритмом.
Сматра се да своје корене кизомба налази у семби (претходнику самбе) мешајући се са осталим ритмовима, првенствено са зуком (шп. zouk) са Кариба. У неким срединама је позната и под називом „танго из Анголе“ јер поједини кораци и покрети подсећају на неке покрете из аргентинског танга.
То је првенствено плес у пару, одвија се споро и у континуитету, и не превише присно, зависно од сензибилитета. У себи садржи елементе танга, наликује баћати и меренгеи. С обзиром да је ритам јасан и не превише брз можете на исти играти и друге плесове.
Овај плес је доста популаран међу “белим људима” који у растућем броју посећују кизомба клубове, а због своје „друштвености“ врло брзо је прихваћена и у бројним салса клубовима.
Најпознатији кизомба музичар је Бонга, родом из Анголе, који је умногоме потпомогао популаризацију кизомба стила у Анголи и Португалији током седамдесетих и осамдесетих година прошлог века. Године 2005. издата је (порт. Nha África – Paixao) компилација, која представља врло успешну колекцију романтичних песама из Анголе и Цапе Верде-а.
Кизомба се код нас појавила пре две године и постаје све популарнија. Све је више плесача и постаје незаобилазан плес на плесним вечерима и салса зуркама.